# Limont-Fontaine

Limont-Fontaine este o comună în departamentul Nord, Franța. În 1 ianuarie 2022 avea o populație de 532 de locuitori.